# Дерихвіст попелястий
Дерихвіст попелястий (Glareola cinerea) — вид сивкоподібних птахів родини дерихвостових (Glareolidae).

## Поширення
Вид досить поширений в Західній та Центральній Африці. Трапляється вздовж великих річок і узбережжя від Малі та Нігеру до Гани, Камеруну, крайнього півдня Чаду, на заході Демократичної Республіки Конго та північному заході Анголи.

## Опис
Дрібний птах завдовжки 18-20 см і вагою близько 37 г. Верхня частина тіла сіра з темно-сірою верхівкою голови та шиєю. Над оком проходить біла смуга, а за оком донизу йде чорна смуга. Горло, груди та черево білі. Дзьоб помаранчевий з чорним кінчиком. Ніжки червоні.

## Спосіб життя
Живиться комахами та дрібними членистоногими. Сезон розмноження триває з березня по травень в Нігері, з березня по червень в Нігерії, в лютому-березні в Габоні, в лютому-березні і червні-серпні в Демократичній Республіці Конго.